# Port Glasgow
Port Glasgow är en ort i Storbritannien.   Den ligger i kommunen Inverclyde och riksdelen Skottland, i den nordvästra delen av landet, 600 km nordväst om huvudstaden London. Port Glasgow ligger 7 meter över havet och antalet invånare är 15 543.
Port Glasgow anlades som hamn för Glasgow, eftersom Clyde längre uppströms var för grund för större handelsskepp, på mark som köpts från Newark Castle 1668. Port Glasgow blev ett Burgh of Barony 1775 (och absorberade det intilliggande fiskeläget Newark). Allt eftersom Clyde fördjupades flyttades handeln alltmer till Glasgow, men Port Glasgow fortsatte med skeppsbyggeri.
Terrängen runt Port Glasgow är kuperad västerut och platt österut. Havet ligger i nordväst. Området runt Port Glasgow är  ganska tätbefolkat, med 70 invånare per kvadratkilometer. Närmaste större samhälle är Paisley, 19,6 km sydost om Port Glasgow. Trakten runt Port Glasgow består i huvudsak av gräsmarker.